# Kolonie stimulující faktor

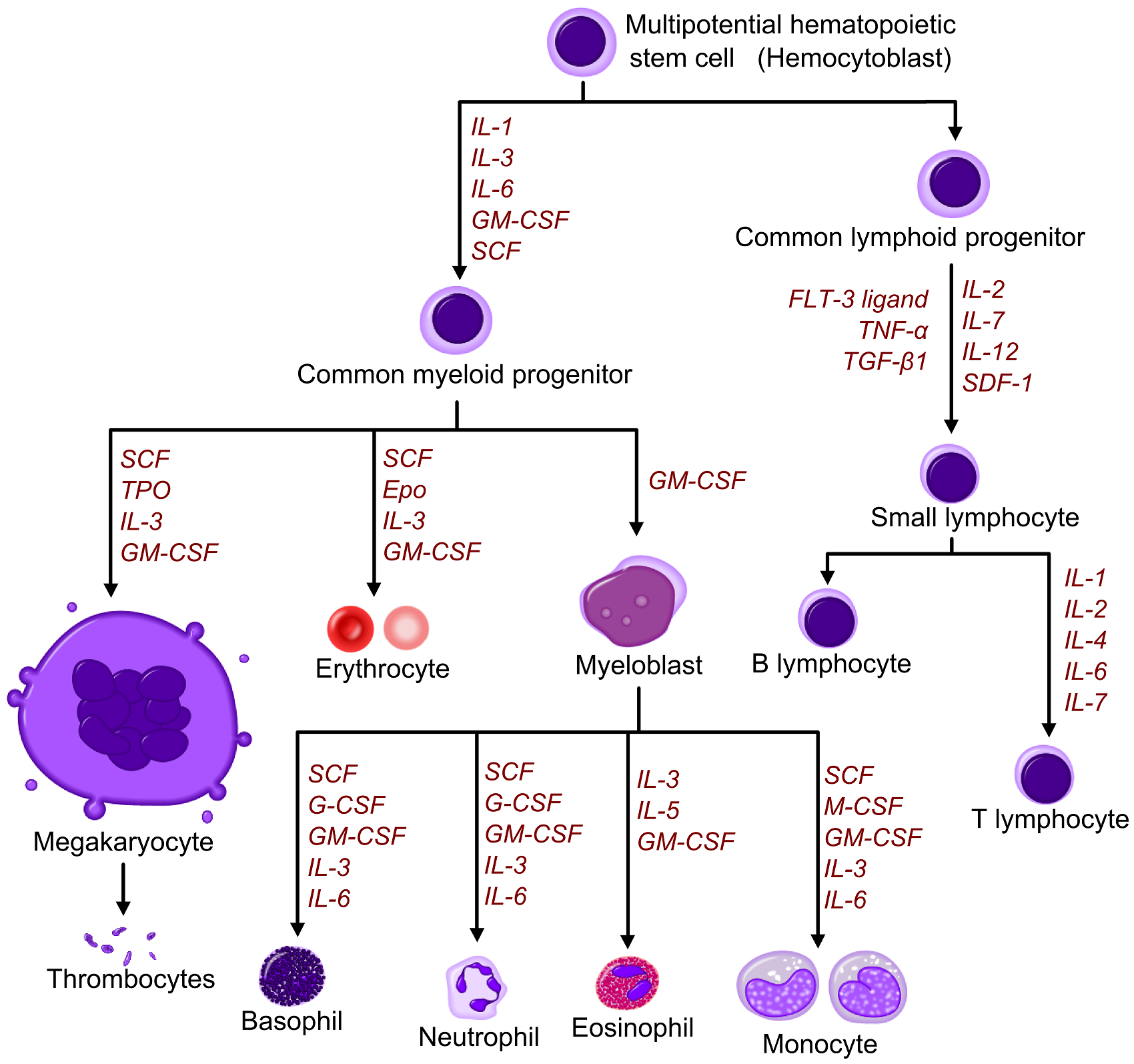
Obr.1: Některé cytokiny ovlivňující krvetvorbu.

Kolonie stimulující faktory (CSF - colony-stimulating factor) je skupina glykoproteinů, které působí jako hematopoetické (krvetvorné) růstové faktory, jednoduše řečeno ovlivňují krvetvorbu. Svou přítomností v kostní dřeni stimulují hematopoetickou kmenovou buňku (HSC), ze které vznikají krvinky a trombocyty, aby proliferovala a diferencovala (specializovala) se v určité typy především leukocytů (bílých krvinek). Druh krvinky, která se z HSC diferencuje, závisí na typu CSF a dalších přítomných faktorů (viz obrázek 1).
Vedle kolonie stimulujících faktorů působí na krvetvorbu také mj. erytropoetin (stimulace k produkci erytrocytů) nebo trombopoetin (produkce trombocytů).

## Rodina CSF
Rodina kolonie stimulujících faktorů zahrnuje:
- M-CSF – makrofág-kolonie stimulující faktor (také nazývaný CSF1)
- GM-CSF – granulocyt-makrofág-kolonie stimulující faktor (také nazývaný CSF2 a sargramostim jako farmaceutický analog)
- G-CSF – granulocyt-kolonie stimulující faktor (také nazývaný CSF3 a filgrastim jako farmaceutický analog)
- IL-3 – Interleukin 3 (také nazývaný multi-CSF)

## Funkce

### Objevení
Kolonie stimulující faktory dostaly svůj název podle metody, díky které byly v 60. letech objeveny a účinku svého působení na hematopoetické kmenové buňky.
Buňky z kostní dřeně (HSC) byly kultivovány v polotuhém médiu, které zabraňuje, aby se jednotlivé buňky volně hýbaly. Tudíž kolem každé buňky, která začne růst, se vytvoří kolonie jejích klonů. Pod buňky kostní dřeně byla přidána podpůrná vrstva buněk (tzv. feeder layer) např. z leukemických buněk, jater nebo plic, která musela vylučovat růstový faktor, který způsoboval, že se z HSC začaly tvořit kolonie makrofágů a/nebo granulocytů. Čím více podpůrných buněk se přidalo, tím více se tvořilo makrofágů a granulocytů, a bez podpůrných buněk nerostly. Tento růstový faktor byl nazvaný kolonie-stimulující faktor a později se zjistilo, že jsou to čtyři odlišné druhy. Např. faktor, který stimuloval HSC k tvorbě kolonií makrofágů byl nazvaný M-CSF.

### Mechanismus účinku
V případě potřeby zvýšení počtu bílých krvinek v krvi a tkáních (např. při zánětu) jsou CSF produkovány různými typy buněk zahrnujících aktivované T lymfocyty a makrofágy, žírné buňky, endoteliální buňky, fibroblasty, ale také osteoblasty (produkce M-CSF) při remodelaci kostí.
Jednotlivé CSF se vážou na své membránové receptory na povrchu hematopoetických kmenových buněk a dalších krvetvorných progenitorových buněk. Tím aktivují vnitrobuněčnou signální kaskádu, která vede k tomu, že tyto buňky začnou proliferovat a diferencovat v určité typy krvinek.

### Další funkce
Receptory pro CSF nejsou pouze na krvetvorných progenitorových buňkách v kostní dřeni. Najdeme je také na diferencovaných buňkách jako jsou monocyty, makrofágy, dendritické buňky, mikroglie, neutrofilní granulocyty nebo osteoklasty. Tudíž nejenom že regulují vývoj především makrofágů a granulocytů, ale také ovlivňují jejich efektorové funkce jako je sekrece cytokinů. Některé CSF mají také roli při vývoji placenty a embrya, neuronů a neurálních prekurzorových buněk nebo epiteliálních buněk ledvin a tlustého střeva.

## Klinické využití
V klinické praxi se využívají lidské rekombinantní CSF. To znamená, že jsou produkované jinými organismy např. E-coli nebo kvasinkami, do kterých byl vnesen gen pro tyto proteiny.
Rekombinantní G-CSF se používá v podobě filgrastimu, pegfilgrastimu nebo lenograstimu při transplantacích HSC (u dárce k mobilizaci buněk do krve a následnému odběru, u příjemce jako možná podpůrná léčba po transplantaci) nebo ke zvýšení množství neutrofilních granulocytů u chronických neutropenií (nízká hladina neutrofilů) či neutropenií po chemoterapii. Ke stejným účelům se také používá rekombinantní GM-CSF jako sargramostim nebo molgramostim.